# Mont Miroir
Le mont Miroir est un sommet du massif du Jura en France. Il culmine à 982 mètres d'altitude sur la commune de Cernay-l'Église. Sur son versant sud-ouest se trouve la commune de Maîche, au nord-ouest celle des Bréseux et au nord-est celle de Thiébouhans.

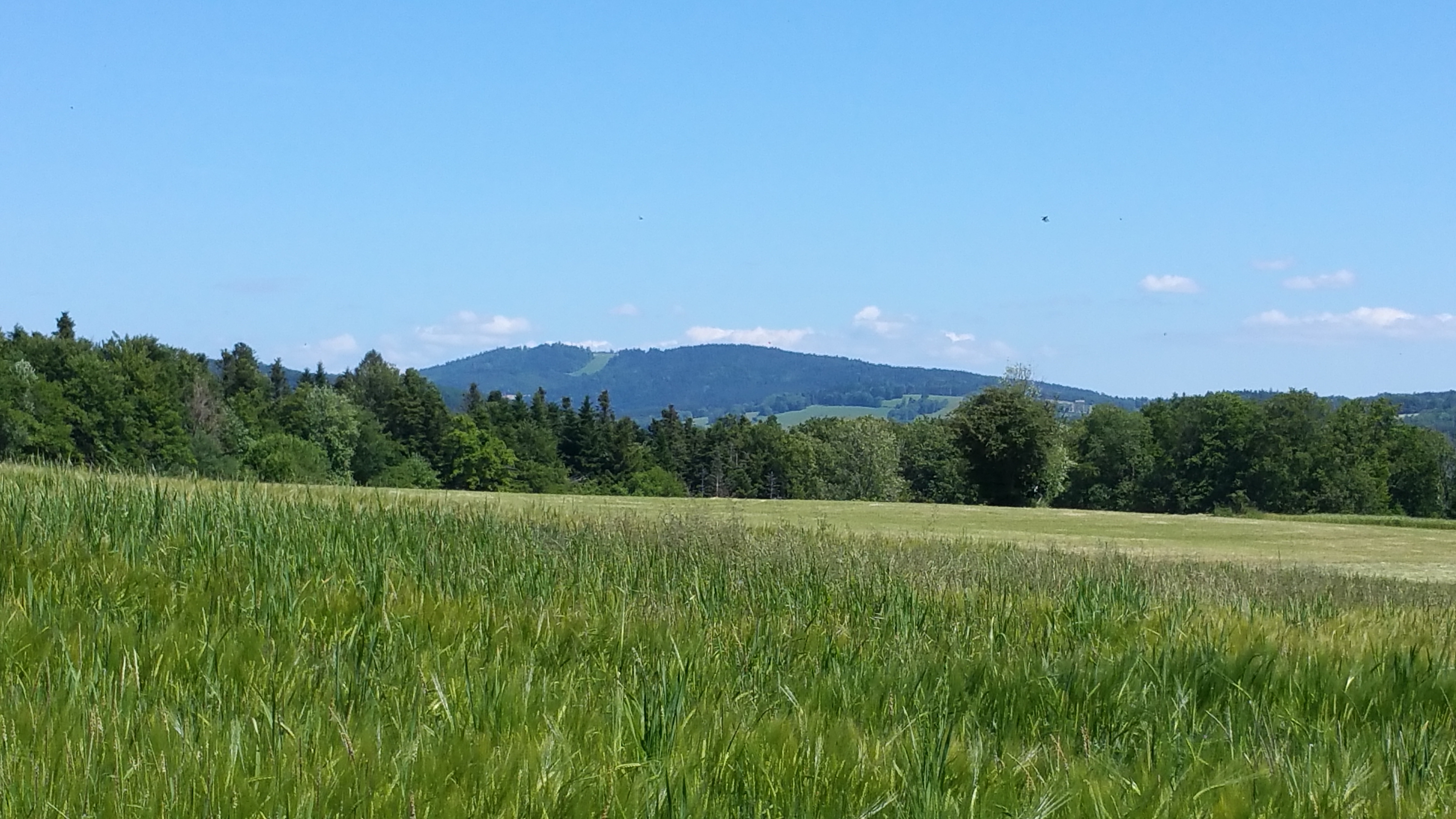
Vue du versant nord du mont Miroir.

## Ski
Le mont Miroir possède une micro-station de ski équipée d'un téléski.

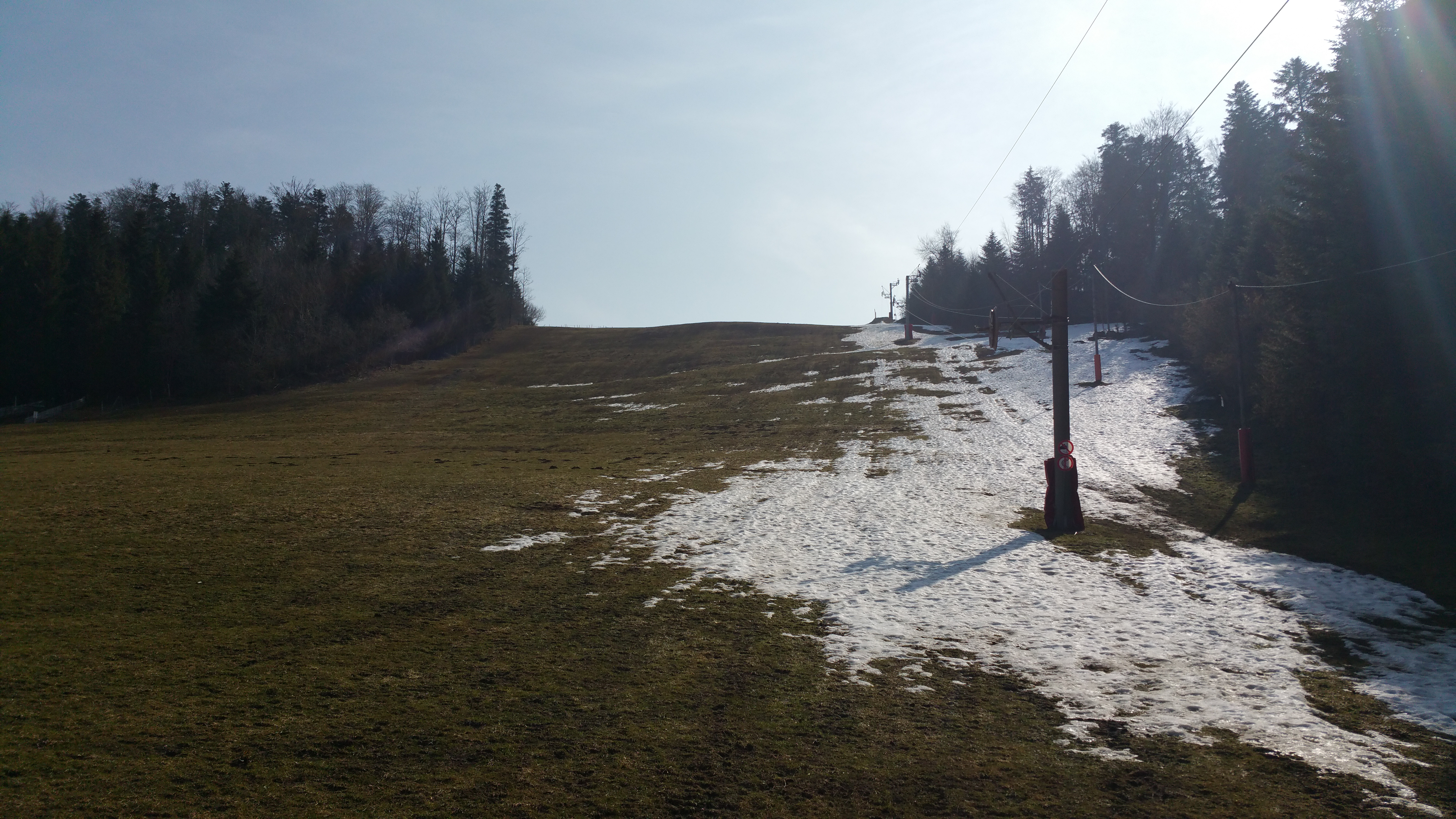
Vue de la piste de ski du mont Miroir.